# Llibres profètics

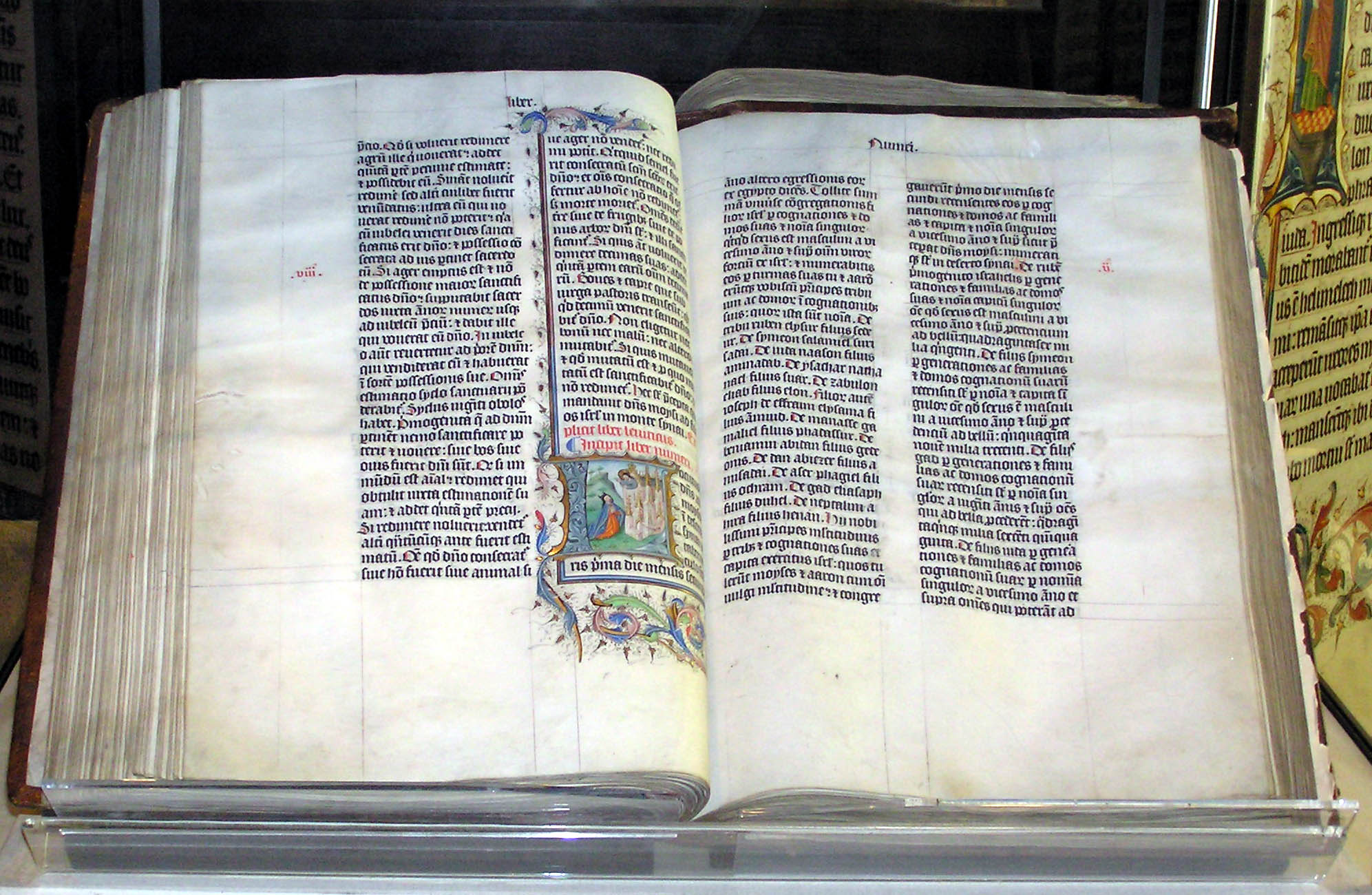
Una Bíblia llatina belga de 1407.

Els Llibres profètics de l'Antic Testament cristià i de la Tanakh hebrea formen un grup d'escrits: 18 llibres (cànon catòlic i ortodox) o 17 llibres (cànon protestant, excloent el Llibre de Baruc).atribuïts als profetes, considerats pels creients, com a homes inspirats per Déu amb autoritat per parlar en el seu nom i transmetre al poble els seus ensenyaments.
En el cristianisme, es consideren profètics els llibres compresos entre Isaïes i Malaquies. La Tanakh hebrea anomena aquesta col·lecció Neviïm ("profetes"), malgrat inclou diversos llibres considerats pels cristians com històrics (Josuè, Jutges, I Samuel, II Samuel, I Reis i II Reis), no hi inclou al profeta Daniel.
Pel que fa a la Tanakh (Biblia Jueva), inclou els Darrers Profetes dels Neviïm, amb l'addició de les Lamentacions, que al Tanakh és un dels Cinc Rotlles, i Daniel, tots dos inclosos entre els llibres dels Ketuvim hebreus.

## Profetes hebreus i "profetes pagans"
Des de la nit dels temps, totes les grans religions antigues han reconegut i venerat la figura del profeta. Ja des de l'any 2000 aC es parlava de revelacions profètiques en els pobles veïns d'Israel, com per exemple Mari i Biblos, i en la Bíblia mateixa ens parla dels profetes del déu Baal.